# 스테파노 스투라로
스테파노 스투라로(이탈리아어: Stefano Sturaro, 1993년 3월 9일 ~ )는 세리에 C의 카타니아에서 뛰는 이탈리아의 축구 선수이다.

## 클럽 경력

### 제노아
이탈리아 산레모에서 태어난 스투라로는 2008년에 제노아에 스카우트되어 계약하기전까지, 지역의 연고팀 산레메세에서 축구 경력을 시작했다. 리구리아 클럽에 입단한 후, 그는 클럽의 유스팀에 들어갔다.
프리마베라 선수단에 들어간 지 두 시즌 후, 스투라로는 1군팀으로 승격하였고, 2012년 7월 23일에 세리에 B의 팀 모데나로 임대를 떠났다. 12월 1일에 그는 홈에서 노바라를 1-0으로 이긴 경기에서 33분을 소화하며 프로 데뷔를 하였다. 그는 그 시즌 8경기를 뛰고 제노아로 복귀했다.
2013년 8월 25일에 스투라로는 인테르 원정에서 0-2로 진 경기에서 교체 선수로 출전하며, 세리에 A 데뷔전을 치렀다. 그는 16경기를 출전했고 카타니아에게 승리를 거둔 2014년 3월 2일에 그의 첫 프로 데뷔 골을 넣었다.

### 유벤투스
2014년 7월 1일에 스투라로는 5백50만 유로에 3년 계약으로 유벤투스와 계약했다. 또한 스투라로는 2014-15 시즌 동안에 스타디오 루이지 페라리스의 팀으로 임대를 떠난다. 그는 다음해 2월 2일에 유벤투스로 복귀했다.

## 수상

### 클럽
유벤투스
- 세리에 A: 2014–15, 2015–16, 2016–17, 2017–18
- 코파 이탈리아: 2014–15, 2015–16, 2016–17, 2017–18
- 수페르코파 이탈리아나: 2015